# Сон (картина Марка)
«Сон» (нем. Der Traum) — картина немецкого живописца Франца Марка, написанная в 1912 году. Картина находится в Музее Тиссен-Борнемиса в Мадриде.

## Описание
Без отрыва от реального мира, но в свободной от пут правдоподобия манере Франц Марк мастерски отражает в этой картине «органический ритм…всего на свете», демонстрируя знание теоретических установок итальянских футуристов и французских кубистов. Композицию задают динамические линии, которые исходят от фигуры на первом плане; образ обнажённой спящей женщины превращается в символ гармонии, связывающий человеческий мир и животное царство. Рядом с ней мы видим самых разных существ, которые кажутся порождением её ночных сновидений. Их цвета имеют для художника символическое значение: например, синий соответствует мужскому, интеллектуальному началу, желтый воплощает женственность и доброту.

## История
Картина «Сон» была подарена Марком Василию Кандинскому вскоре после её завершения, в 1912 или начале 1913 года. Кандинский взамен подарил Марку свою «Импровизация 12. Всадник». Пока Кандинский находился в России (с 1914 по 1921 год), работа оставалась на попечении у Габриэле Мюнтер и экспонировалась, по желанию Марии Марк, на выставках, устраиваемых в Мюнхене и Висбадене в 1916 году в ознаменование смерти художника. Годы спустя, во время визита Катерины Дрейер к Кандинскому в Баухаус, картина была выбрана для Международной выставки современного искусства, проведённой в Нью-Йорке и нескольких американских городах в 1926 и 1927 годах.